# Amphoropsyche woodruffi
Amphoropsyche woodruffi är en nattsländeart som beskrevs av Oliver S. Flint Jr. och Sykora 1993. Amphoropsyche woodruffi ingår i släktet Amphoropsyche och familjen långhornssländor. Utöver nominatformen finns också underarten A. w. multispinosa.